# 索尼克Advance
《索尼克进化》是一款由Dimps和Sonic Team制作、世嘉在Game Boy Advance发行的平台游戏。本游戏于2001年12月20日在日本地区发行，2002年2月在北美发行。
在游戏中，索尼克和他的伙伴们穿过各种空间，目的是阻止蛋头博士控制南部大陆。
至2002年7月，本游戏共售出100万份。